# Jorge Poza
Jorge Poza  (Tulancingo, Hidalgo, Mexikó, 1977. június 26. –) mexikói színész.

## Élete és pályafutása
1977. június 26-án született Tulancingóban. 1997-ben feleségül vette Mayrín Villanueva színésznőt. Két gyermekük született: Romina és Sebastián. 2008-ban elváltak.

## Filmográfia

### Telenovellák
- El Hotel de los Secretos (2016) .... Diego Montejo
- A macska (La gata) (2014) .... Mariano Martínez Negrete
- Cachito de cielo (2012) .... Fabio Montenegro
- Rafaela doktornő (Rafaela) (2011).... José María Báez
- Alma de Hierro (2008-2009).... Sebastián Hierro Jiménez
- A vadmacska új élete (Contra viento y marea) (2005) .... Mateo Lizárraga
- Mujer de madera (2004-2005) .... Rogelio Rebollar
- Velo de novia (2003-2004)...Rafael Sosa/Ernesto Sosa
- Clase 406 (2002-2003).... Francisco Romero
- Az ősforrás (El manantial) (2001-2002) .... Héctor Luna/Héctor Ramirez Rivero
- Atrévete a olvidarme (2001) .... El Gato
- Por un beso (2000-2001).... Agustín Aguilar
- Szeretni bolondulásig (Por tu amor) (1999).... David Parra
- El diario de Daniela (1998-1999) .... Carlos
- Preciosa (1998).... Robin
- Rencor apasionado (1998).... Tony Mendiola
- Si Dios me quita la vida (1995)
- Ángeles sin paraíso (1992-1993)
- El abuelo y yo (1992) .... Perico
- Simplemente María (1989) .... José Ignacio López (gyerek)

### Műsorok
- Hoy (2006-2007) .... Műsorvezető